# Матіас Руст

Траєкторія польоту Руста.

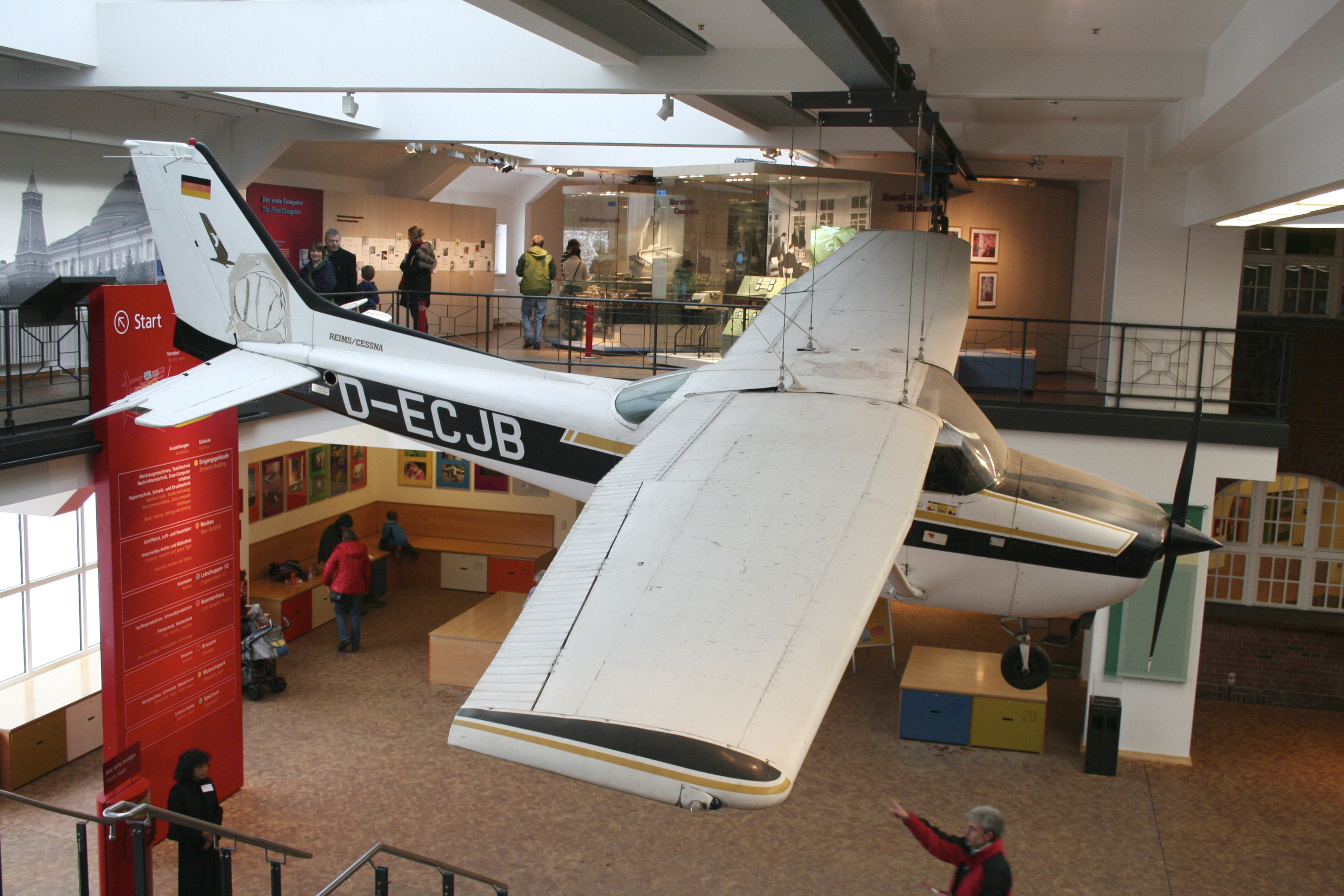
Літак Cessna 172B Skyhawk в Німецькому технічному музеї.

Матіас Руст (нім. Mathias Rust; нар. 1 червня 1968 в м. Ведель (поблизу Гамбурга), Німеччина) — німецький спортсмен-пілот, який 28 травня 1987 року у віці 18 років здійснив переліт з Гамбурга через Гельсінкі в Москву і приземлився на Красній площі, обійшовши усю систему протиповітряної оборони СРСР.

## Історія польоту в Москву
28 травня 1987 18-річний Матіас Руст вилетів з Гамбурга на чотиримісному легкому літаку «Cessna 172B Skyhawk». Він здійснив проміжну посадку в аеропорту Гельсінкі-Малм для дозаправки. Диспетчерській службі аеропорту Руст сказав, що летить до Стокгольма. У якийсь момент Руст припинив зв'язок з фінською диспетчерською службою, а потім попрямував до берегової лінії Балтійського моря і зник з повітряного простору Фінляндії біля міста Сипо. Рятувальники виявили в морі масляну пляму і розцінили це як доказ аварії літака. Руст же перетнув радянський кордон біля міста Кохтла-Ярве і взяв курс на Москву.
На аеродромі Тапа (Естонія), оголосили тривогу і підняли два чергових винищувачі. Винищувачі виявили літак Руста, але не отримали інструкцій для подальших дій і, зробивши кілька прольотів над літаком «Cessna» (літак Руста рухався на малій висоті і з малою швидкістю польоту, що робило неможливим постійний супровід його швидкісними винищувачами), просто повернулися на аеродром. Рухаючись до Москви, Руст орієнтувався за полотном залізниці Ленінград — Москва. Під час його польоту в повітря підіймалися наступні ланки з аеродромів Хотілово і Бежецьк, але наказу збити «Сессну» так і не надійшло.
Існує версія, що автоматизована система ППО Московського військового округу була відімкнена для профілактичних робіт, тому стеження за літаком-порушником довелося здійснювати в ручному режимі і координувати телефонним зв'язком. Однак, за словами Маршала Радянського Союзу Д. Т. Язова, ППО його вела до Москви тому, що після історії зі збитим південно-корейським лайнером отримала розпорядження не збивати цивільні літаки.
Руст приземлився на Великому Москворецькому мосту, накатом доїхав до Собору Василія Блаженного, о 19:10 вийшов з літака і став роздавати автографи. Незабаром його заарештували.

## Наслідки
Руст був звинувачений у хуліганстві (його посадка, на думку суду, загрожувала життю людей, які перебували на площі), порушенні авіаційного законодавства і незаконному перетині радянського кордону. Руст заявляв на суді, що його політ був «закликом до миру». 4 вересня Руста засудили до чотирьох років позбавлення волі. Ув'язнення відбував у Лефортовській тюрмі в Москві. Матіас Руст повернувся у ФРН 3 серпня 1988 після того, як Андрій Громико, у той час голова президії Верховної Ради СРСР, підписав указ про амністію. У підсумку Руст провів в ув'язненні 432 дні.
У популярній культурі Руст описувався як відчайдушний і нерозсудливий хлопець. Євген Євтушенко в одному з віршів назвав його «нахабним аерокогутиком» (рос. нахальным аэрокурёнком).
У радянських газетах його політ був представлений як провал радянської системи ППО. Михайло Горбачов використав інцидент для того, щоб усунути міністра оборони Сергія Соколова і командувача ППО Олександра Колдунова, а також для подальшого скорочення збройних сил. Обидва вони були політичними противниками Горбачова. Замість них він призначив людей, які підтримували його політичний курс.
Інцидент мав широкий міжнародний резонанс як один з обертів спіралі холодної війни. Світові ЗМІ висували різні версії причин польоту Руста: виграти парі, справити враження на дівчину. Багато представників радянських Збройних сил вважали політ акцією іноземних спецслужб.

## Цікаві факти
- Впродовж певного часу москвичі жартома називали Красну площу «Шереметьєво-3». Серед військовослужбовців авіаційно-винищувальних полків військ ППО країни ходив анекдот про двох лейтенантів-льотчиків, один з яких попросить на Красній площі в другого закурити; той же відповідає: «Ти що? На аеродромі не палять!» Також країною ходив анекдот, що поблизу фонтану, який біля «Большого театру», виставлено пост міліції на той випадок, якщо в річці Москва спливе американський підводний човен.
- Після інциденту літак спочатку викупила одна з мюнхенських косметичних фірм, заплативши за нього подвійну ціну. Це зробили ще до того, як радянська влада ухвалила остаточне рішення щодо подальшої долі літака. Відомий своїми перельотами через Атлантику пілот Віллі Гольнаґель перегнав літак з Росії до Німеччини. Пізніше його продали до Японії. Там він іржавів просто неба в одному з парків розваг у передмісті Токіо. У 2008 році літак був куплений Німецьким технічним музеєм у Берліні, де виставляється у фоє по сьогодні.